# はじまりの日 feat.Mummy-D
「はじまりの日 feat. Mummy-D」（はじまりのひ フィート マミーディー）は、スガシカオの26枚目のシングル。2009年11月25日発売。

## 概要
「初回生産限定盤（DVD付）」「期間生産限定盤」「通常盤」の3形態でのリリース。初回生産限定盤には、2008年に行われたツアー「Suga Shikao TOUR 2008 “FUNKAHOLiC”」東京公演のライブ映像を収録したDVD付。期間生産限定盤は、浅田弘幸による描下ろしイラスト・紙ジャケット仕様。

## 収録曲
（全作詞・作曲：スガシカオ）
1. はじまりの日 feat. Mummy-D
  - テレビ東京系アニメ『テガミバチ』オープニングテーマ
  - Mummy-Dとのフィーチャリング。初のフィーチャリング曲。
  - PVでは、スガがギター、ベース、ドラム、キーボード全パートを演奏しているシーンがある。
2. 俺たちファンクファイヤー
3. ネコさん

### 初回限定盤DVD
1. OPENING
2. NOBODY KNOWS
3. Hop Step Dive
4. バナナの国の黄色い戦争
5. sofa
6. 斜陽
7. 黄金の月
8. 春夏秋冬
9. プラネタリウム
10. 潔癖
11. 19才
12. ストーリー
13. コノユビトマレ
14. 奇跡
15. 午後のパレード
16. 宇宙

## 収録アルバム
- FUNKASTiC (#1)
- SugarlessII (#3)
- BEST HIT!! SUGA SHIKAO -2003〜2011- (#1,2)